# Elecciones regionales de Lambayeque de 2014
Las elecciones regionales de Lambayeque de 2014 se llevaron a cabo el 5 de octubre de 2014 para elegir al presidente regional, al vicepresidente regional y al Consejo Regional para el periodo 2015-2018. La elección se celebró simultáneamente con elecciones regionales y municipales (provinciales y distritales) en todo el Perú.

## Sistema electoral
El Gobierno Regional de Lambayeque es el órgano administrativo y de gobierno del departamento de Lambayeque. Está compuesto por el presidente regional, el vicepresidente regional y el Consejo Regional.
La votación se realiza en base al sufragio universal, que comprende a todos los ciudadanos nacionales mayores de dieciocho años, empadronados y residentes en el departamento de Lambayeque y en pleno goce de sus derechos políticos.
El presidente y vicepresidente regional son elegidos por sufragio directo. Para que un candidato sea proclamado ganador debe obtener no menos de 30 % de votos válidos. En caso ningún candidato logre ese porcentaje en la primera vuelta electoral, los dos candidatos más votados participan en una segunda vuelta o balotaje.
El Consejo Regional de Lambayeque está compuesto por 7 consejeros elegidos por sufragio directo para un período de cuatro (4) años. La votación es por lista cerrada y bloqueada. Cada provincia del departamento de Lambayeque constituye una circunscripción electoral. Se asigna a la lista ganadora los escaños según el método d'Hondt. La distribución y el número de consejeros regionales es la siguiente:
| Circunscripción | Escaños | Mapa |
| --------------- | ------- | ---- |
| Chiclayo        | 4       |      |
| Lambayeque      | 2       |      |
| Ferreñafe       | 1       |      |

## Composición del Consejo Regional de Lambayeque
La siguiente tabla muestra la composición del Consejo Regional de Lambayeque antes de las elecciones.
| Partidos | Partidos                  | Consejeros |
| -------- | ------------------------- | ---------- |
|          | Alianza para el Progreso  | 4          |
|          | Partido Aprista Peruano   | 2          |
|          | Partido Humanista Peruano | 1          |

## Partidos y candidatos
A continuación se muestra una lista de los principales partidos y alianzas electorales que participaron en las elecciones:
| Candidatura | Candidatura   | Partidos y alianzas                                                            | Candidatos | Candidatos                | Ideología                                                          | Resultado previo | Resultado previo | Ref. |
| Candidatura | Candidatura   | Partidos y alianzas                                                            | Candidatos | Candidatos                | Ideología                                                          | Votos (%)        | Con.             | Ref. |
| ----------- | ------------- | ------------------------------------------------------------------------------ | ---------- | ------------------------- | ------------------------------------------------------------------ | ---------------- | ---------------- | ---- |
|             | APP           | Lista - Alianza para el Progreso (APP)                                         |            | Humberto Acuña Peralta    | Liberalismo económico Conservadurismo liberal Populismo de derecha | 28.68%           | 4                |      |
|             | APRA          | Lista - Partido Aprista Peruano (APRA)                                         |            | Manuel Valverde Ancajima  | Aprismo                                                            | 19.12%           | 2                |      |
|             | FP–CL         | Lista - Fuerza Popular (FP–CL) – Fuerza Popular (FP) – Contigo Lambayeque (CL) |            | Víctor Becerril Rodríguez | Fujimorismo Populismo de derecha Regionalismo lambayecano          | 17.59%           | 0                |      |
|             | PHP           | Lista - Partido Humanista Peruano (PHP)                                        |            | Marco Cardoso Montoya     | Humanismo Socialismo Ecosocialismo                                 | 13.82%           | 1                |      |
|             | PP            | Lista - Perú Posible (PP)                                                      |            | Franklin Chávez Torres    | Socioliberalismo Democracia liberal Tercera vía                    | 2.23%            | 0                |      |
|             | PPC           | Lista - Partido Popular Cristiano (PPC)                                        |            | Rafael Aita Campodónico   | Democracia cristiana Conservadurismo social Liberalismo económico  | 1.17%            | 0                |      |
|             | DD            | Lista - Democracia Directa (DD)                                                |            | Jorge Sánchez Pinillos    | Socialismo Nacionalismo de izquierda Ecologismo                    | 0.98%            | 0                |      |
|             | PPT           | Lista - Poder Para Todos (PPT)                                                 |            | Orison Villalobos Cieza   | Regionalismo lambayecano                                           | 0.41%            | 0                |      |
|             | SP            | Lista - Somos Perú (SP)                                                        |            | Antonio Uriarte Gonzales  | Democracia cristiana Conservadurismo social                        | Nuevo            | Nuevo            |      |
|             | FA            | Lista - Frente Amplio (FA)                                                     |            | Humberto Heredia Morales  | Socialismo Ecologismo Descentralización                            | Nuevo            | Nuevo            |      |
|             | VP            | Lista - Vamos Perú (VP)                                                        |            | Óscar García Checa        | Populismo Socialdemocracia                                         | Nuevo            | Nuevo            |      |
|             | Manos Limpias | Lista - Movimiento Regional de las Manos Limpias (Manos Limpias)               |            | Ciro Chávez Martos        | Regionalismo lambayecano                                           | Nuevo            | Nuevo            |      |
|             | CN            | Lista - Cambio Norteño (CN)                                                    |            | Maribel Llamosas Quiroz   | Regionalismo lambayecano                                           | Nuevo            | Nuevo            |      |

## Sondeos de opinión
La siguiente tabla enumera las estimaciones de la intención de voto en orden cronológico inverso, mostrando las más recientes primero y utilizando las fechas en las que se realizó el trabajo de campo de la encuesta. Cuando se desconocen las fechas del trabajo de campo, se proporciona la fecha de publicación.
Leyenda:
     Sondeo realizado en el periodo de prohibición legal de la difusión de sondeos de intención de voto.

### Intención de voto
La siguiente tabla enumera las estimaciones ponderadas (sin incluir votos en blanco y nulos) de la intención de voto.
|                                       |                   |     |      |      |      |     |     |      |  |  |
| Elecciones regionales de 2014         | 5 oct 2014        | —   | 33.4 | 23.7 | 19.3 | 7.6 | 5.7 | 9.7  |  |  |
|                                       |                   |     |      |      |      |     |     |      |  |  |
| Ipsos Perú/América                    | 5 oct 2014        | ?   | 31.8 | 27.7 | 16.4 | –   | –   | 4.1  |  |  |
| Datum Internacional/Frecuencia Latina | 5 oct 2014        | ?   | 32.0 | 23.3 | 20.3 | 6.7 | –   | 8.7  |  |  |
| Ipsos Perú/América                    | 5 oct 2014        | ?   | 28.3 | 25.0 | 19.1 | –   | –   | 3.3  |  |  |
| Datum Internacional/Frecuencia Latina | 5 oct 2014        | ?   | 38.5 | 21.9 | 17.4 | 6.8 | –   | 16.6 |  |  |
| Grupo Tendencias                      | 5 oct 2014        | ?   | 30.6 | 24.9 | 23.8 | –   | –   | 5.7  |  |  |
| CPI/RPP                               | 23–26 sep 2014    | 453 | 37.0 | 19.0 | 14.4 | –   | 9.1 | 18.0 |  |  |
| Datum Internacional/Frecuencia Latina | 20–22 sep 2014    | 400 | 39.5 | 25.3 | 16.0 | 4.9 | –   | 14.2 |  |  |
| CPI/RPP                               | 23 may–8 jun 2014 | 300 | 43.4 | 5.5  | 11.4 | 2.7 | 9.9 | 32.0 |  |  |

### Preferencias de voto
La siguiente tabla enumera las preferencias de voto en bruto (incluyendo blancos, viciados y sin respuesta) y no ponderadas.
| Encuestadora/Medio            | Fecha             | Muestra | Humberto Acuña | Víctor Becerril | Manuel Valverde | Marco Cardoso | Rafael Aita | B/V  | NS/NO | Dif. |  |  |  |
| ----------------------------- | ----------------- | ------- | -------------- | --------------- | --------------- | ------------- | ----------- | ---- | ----- | ---- |  |  |  |
| Encuestadora/Medio            | Fecha             | Muestra |                |                 |                 |               |             |      |       |      |  |  |  |
| Elecciones regionales de 2014 | 5 oct 2014        | —       | 28.2           | 20.0            | 16.3            | 6.4           | 4.8         | 15.4 | –     | 8.2  |  |  |  |
|                               |                   |         |                |                 |                 |               |             |      |       |      |  |  |  |
| CPI/RPP                       | 23 may–8 jun 2014 | 300     | 25.8           | 3.3             | 6.8             | 1.6           | 5.9         | 18.1 | 22.4  | 19.0 |  |  |  |

## Resultados

### Gobierno Regional de Lambayeque
|                      | Humberto Acuña Peralta    | Alianza para el Progreso (APP)                           | 203,536 | 33.40 |  |  |  |
|                      | Víctor Becerril Rodríguez | Fuerza Popular (FP–CL)                                   | 144,279 | 23.67 |  |  |  |
|                      | Manuel Valverde Ancajima  | Partido Aprista Peruano (APRA)                           | 117,430 | 19.27 |  |  |  |
|                      | Marco Cardoso Montoya     | Partido Humanista Peruano (PHP)                          | 46,044  | 7.56  |  |  |  |
|                      | Rafael Aita Campodónico   | Partido Popular Cristiano (PPC)                          | 34,500  | 5.66  |  |  |  |
|                      | Humberto Heredia Morales  | Frente Amplio (FA)                                       | 16,130  | 2.65  |  |  |  |
|                      | Maribel Llamosas Quiroz   | Cambio Norteño (CN)                                      | 10,028  | 1.65  |  |  |  |
|                      | Ciro Chávez Martos        | Movimiento Regional de las Manos Limpias (Manos Limpias) | 9,422   | 1.55  |  |  |  |
|                      | Jorge Sánchez Pinillos    | Democracia Directa (DD)                                  | 9,360   | 1.54  |  |  |  |
|                      | Antonio Uriarte Gonzales  | Somos Perú (SP)                                          | 8,857   | 1.45  |  |  |  |
|                      | Franklin Chávez Torres    | Perú Posible (PP)                                        | 4,450   | 0.73  |  |  |  |
|                      | Óscar García Checa        | Vamos Perú (VP)                                          | 3,000   | 0.49  |  |  |  |
|                      | Orison Villalobos Cieza   | Poder Para Todos (PPT)                                   | 2,380   | 0.39  |  |  |  |
|                      |                           |                                                          |         |       |  |  |  |
| Total                | Total                     | Total                                                    | 609,416 |       |  |  |  |
|                      |                           |                                                          |         |       |  |  |  |
| Votos válidos        | Votos válidos             | Votos válidos                                            | 609,416 | 84.58 |  |  |  |
| Votos en blanco      | Votos en blanco           | Votos en blanco                                          | 59,342  | 8.24  |  |  |  |
| Votos nulos          | Votos nulos               | Votos nulos                                              | 51,762  | 7.18  |  |  |  |
| Votos emitidos       | Votos emitidos            | Votos emitidos                                           | 720,520 | 83.96 |  |  |  |
| Abstenciones         | Abstenciones              | Abstenciones                                             | 137,657 | 16.04 |  |  |  |
| Votantes registrados | Votantes registrados      | Votantes registrados                                     | 858,177 |       |  |  |  |
|                      |                           |                                                          |         |       |  |  |  |
| Fuente:              |                           |                                                          |         |       |  |  |  |

### Consejo Regional de Lambayeque

#### Sumario general
| |                                                          |              |              |              |         |         |  |  |
| Partidos y coaliciones | Partidos y coaliciones                                   | Voto popular | Voto popular | Voto popular | Escaños | Escaños |  |  |
| Partidos y coaliciones | Partidos y coaliciones                                   | Votos        | %            | ±pp          | Total   | +/−     |  |  |
| | Alianza para el Progreso (APP)                           | 175,739      | 30.85        | +3.88        | 4       | ±0      |  |  |
| | Fuerza Popular (FP–CL)1                                  | 128,878      | 22.62        | +5.94        | 1       | +1      |  |  |
| | Partido Aprista Peruano (APRA)                           | 112,442      | 19.74        | +0.31        | 2       | ±0      |  |  |
| | Partido Humanista Peruano (PHP)                          | 51,572       | 9.05         | –4.53        | 0       | –1      |  |  |
| | Partido Popular Cristiano (PPC)                          | 31,514       | 5.53         | +4.02        | 0       | ±0      |  |  |
| | Frente Amplio (FA)                                       | 17,468       | 3.07         | Nuevo        | 0       | ±0      |  |  |
| | Movimiento Regional de las Manos Limpias (Manos Limpias) | 11,844       | 2.08         | Nuevo        | 0       | ±0      |  |  |
| | Democracia Directa (DD)2                                 | 10,956       | 1.92         | +0.56        | 0       | ±0      |  |  |
| | Somos Perú (SP)                                          | 10,332       | 1.81         | n/a          | 0       | ±0      |  |  |
| | Cambio Norteño (CN)                                      | 9,201        | 1.62         | Nuevo        | 0       | ±0      |  |  |
| | Perú Posible (PP)                                        | 4,456        | 0.78         | –1.96        | 0       | ±0      |  |  |
| | Poder Para Todos (PPT)3                                  | 2,673        | 0.47         | +0.04        | 0       | ±0      |  |  |
| | Vamos Perú (VP)                                          | 2,599        | 0.46         | Nuevo        | 0       | ±0      |  |  |
| |                                                          |              |              |              |         |         |  |  |
| Total | Total                                                    | 569,674      |              |              | 7       | ±0      |  |  |
| |                                                          |              |              |              |         |         |  |  |
| Votos válidos | Votos válidos                                            | 569,674      | 79.06        | +7.56        |         |         |  |  |
| Votos en blanco | Votos en blanco                                          | 98,413       | 13.66        | –3.29        |         |         |  |  |
| Votos nulos | Votos nulos                                              | 52,433       | 7.28         | –4.27        |         |         |  |  |
| Votos emitidos | Votos emitidos                                           | 720,520      | 83.96        | –2.78        |         |         |  |  |
| Abstenciones | Abstenciones                                             | 137,657      | 16.04        | +2.78        |         |         |  |  |
| Votantes registrados | Votantes registrados                                     | 858,177      |              |              |         |         |  |  |
| |                                                          |              |              |              |         |         |  |  |
| Fuente: |                                                          |              |              |              |         |         |  |  |
| Notas al pie: 1 Comparado con los resultados de Fuerza 2011 (F2011) y Contigo Lambayeque (CL) en las elecciones de 2010. 2 Comparado con los resultados de Fonavistas del Perú (FDP) en las elecciones de 2010. 3 Comparado con los resultados de Movimiento Regional Lambayecano Poder Para Todos (PPT) en las elecciones de 2010. |                                                          |              |              |              |         |         |  |  |
| Notas al pie: |                                                          |              |              |              |         |         |  |  |
| 1 Comparado con los resultados de Fuerza 2011 (F2011) y Contigo Lambayeque (CL) en las elecciones de 2010. 2 Comparado con los resultados de Fonavistas del Perú (FDP) en las elecciones de 2010. 3 Comparado con los resultados de Movimiento Regional Lambayecano Poder Para Todos (PPT) en las elecciones de 2010.               |                                                          |              |              |              |         |         |  |  |

### Autoridades electas
| Cargo                                             | Autoridad electa | Autoridad electa         | Partido político | Partido político         |
| ------------------------------------------------- | ---------------- | ------------------------ | ---------------- | ------------------------ |
| Presidente Regional de Lambayeque                 |                  | Humberto Acuña Peralta   |                  | Alianza para el Progreso |
| Vicepresidente Regional de Lambayeque             |                  | Francisco Cardoso Romero |                  | Alianza para el Progreso |
| Consejero Regional de Lambayeque (por Chiclayo)   |                  | Miguel Bazán Zárate      |                  | Alianza para el Progreso |
| Consejero Regional de Lambayeque (por Chiclayo)   |                  | Raúl Valencia Medina     |                  | Alianza para el Progreso |
| Consejero Regional de Lambayeque (por Chiclayo)   |                  | Luis Salazar Díaz        |                  | Fuerza Popular           |
| Consejero Regional de Lambayeque (por Chiclayo)   |                  | José Díaz Periche        |                  | Partido Aprista Peruano  |
| Consejera Regional de Lambayeque (por Ferreñafe)  |                  | Violeta Muro Mesones     |                  | Alianza para el Progreso |
| Consejero Regional de Lambayeque (por Lambayeque) |                  | Víctor Hernández Jiménez |                  | Alianza para el Progreso |
| Consejero Regional de Lambayeque (por Lambayeque) |                  | Antonio Riojas Ortega    |                  | Partido Aprista Peruano  |